# Tau1 Gruis
Pour les articles homonymes, voir Tau Gruis.
Désignations
Tau1 Gruis (en abrégé τ1 Gru) est une étoile située à ∼ 108 a.l. (∼ 33,1 pc) de la Terre dans la constellation de la Grue. Sa magnitude apparente est de 6,04, ce qui la rend visible à l'œil nu dans les ciels les plus sombres.

## Propriétés
Tau1 Gruis est une naine jaune de type spectral G0V. Elle est estimée être âgée de 4,2 milliards d'années et elle est 1,28 fois plus massive que le Soleil. Sa taille vaut 1,7 fois celle du Soleil et sa luminosité est 3,4 fois plus importante. Sa température de surface est de 5 996 K.

## Désignation
τ Gruis est la désignation de Bayer commune à trois étoiles : l'étoile τ1 Gruis, sujet du présent article ; τ2 Gruis, qui comprend HD 216656 et HD 216656 ; et l'étoile τ3 Gruis.

## Système planétaire
Le 17 septembre 2002, une équipe d'astronome menée par Geoffrey Marcy a annoncé avoir découvert une exoplanète jovienne. Sa masse est d'environ 26 % supérieure à celle de Jupiter. Cette planète se situe dans la zone habitable de son étoile pendant la plupart de sa révolution, mais en sort quand elle atteint son périgée.
| Planète      | Masse (MJ) | Période orbitale (en jours) | Axe semi-majeur (ua) | excentricité    |
| ------------ | ---------- | --------------------------- | -------------------- | --------------- |
| Tau1 Gruis b | >1.26      | 1311 ± 49                   | 2.561                | 0.0703 ± 0.0781 |